# Wressle Castle
Wressle Castle er ruinen af en fæstningelignende herregård iEast Riding of Yorkshire, England, der blev opført Thomas Percy i 1390s. Den er privatejet og ikke åben for offentligheden.
Efter Thomas Percy blev henrettet for at gøre oprør imod Ehnrik 4. blev Wressle Castle konfiskeret af kronen. Ejendommen var i kronens eje indtil 1471, og blev herefter givet tilbage til Percy-familien. Henry Percy, 5. jarl af Northumberland renoverede borgen og parken.
Rundhovederne  kontrollerede Wressle Castle under den engelske borgerkrig, og blev delvist nedrevet i 1646-1650, hvilket kun efterlod sydlængen. Knap 150 år senere blev denne ramt af en brand.